# Сон в руку, або Валіза
«Сон в руку, або Валіза» (рос. «Сон в руку, или Чемодан») — радянський художній фільм 1985 року, знятий на кіностудії «Ленфільм».

## Сюжет
Демобілізований солдат Павло Тюрін повертається в рідне місто і починає працювати в місцевій газеті. Його життя і кар'єра складається вдало: він стає провідним автором, в місцевому видавництві готується до друку його книга віршів, виникає роман з дочкою редактора Любочкою Невинною. Однак потім виникають проблеми. Любочка виявляється пустоголовою хижачкою, яка ніяк не може вибрати, за кого вдаліше вийти заміж — за журналіста або військового (льотчик Льоня Кулик). У самого Павла закохується квартирантка Женя, яка постійно плутається під ногами зі своєю величезною валізою. До того ж, заглибившись в серйозне журналістське розслідування махінацій місцевого начальства, Тюрін потрапляє в складну ситуацію, коли його намагаються купити виданням книги, пропонуючи припинити публікацію небажаних фейлетонів. У розпачі він пече вже готові гранки прямо в редакції, а потім викидає їх у вікно, влаштовуючи на вулиці «паперову заметіль».

## У ролях
- Володимир Басов —  Павло Тюрін
- Ірина Малишева —  Любочка Невинна
- Ернст Романов —  Сан Санич, редактор, батько Любочки
- Наталія Фатєєва —  мати Любочки
- Володимир Єрьомін —  Макс
- Олександр Кузнецов —  Льоня Кулик
- Олександр Дем'яненко —  дядько Павла
- Зоя Кратирова — Женя, медсестра
- Наталія Мартінсон — Тамара
- Ольга Волкова — Антоніна Сергіївна, редактор
- Валентина Пугачова — секретар редакції
- Марина Мальцева — тітка Павла
- Катерина Дурова — Ера Мокроступ
- Валентина Пугачова — секретар редакції

## Знімальна група
- Режисер — Ернест Ясан
- Сценарист — Володимир Лобанов
- Оператор — Володимир Бурикін
- Композитор — Вадим Біберган
- Художник — Віктор Амельченко